# Lídice (Rio Claro)
Lídice é o um distrito do município de Rio Claro, no estado do Rio de Janeiro, Brasil.

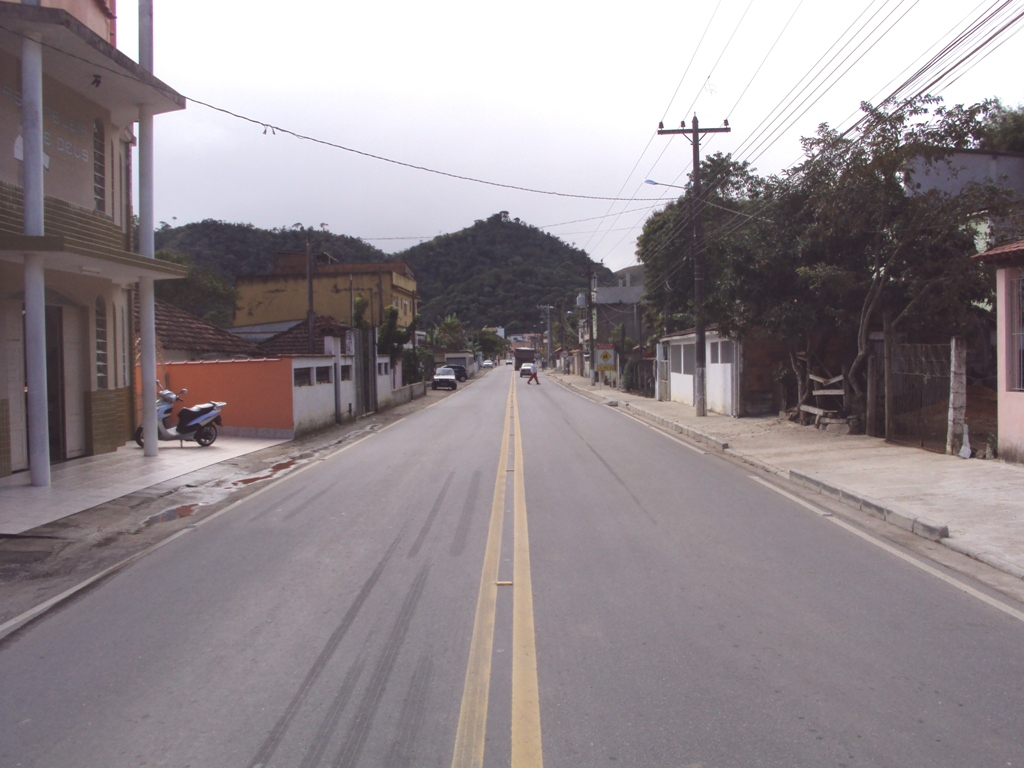
Lídice_(Rio_Claro)

.

## Dados gerais
Situado nos arredores do quilômetro 25 da RJ-155 (após a reforma, a rodovia teve sua quilometragem recontada; anteriormente era o km 50) e da Linha Tronco da antiga Rede Mineira de Viação, ferrovia que liga Angra dos Reis ao sul do estado de Minas Gerais (da qual era uma das estações), recebeu esse nome em 1944 em homenagem à vila tcheca que durante a Segunda Guerra Mundial foi vítima de um massacre de toda sua população pelos nazistas.
A explicação é histórica: os moradores da Lídice original, na República Tcheca, eram suspeitos de abrigar os assassinos de um general de Hitler, comandante SS Reinhard Heydrich, morto num atentado em Praga em 1942. O líder nazista, entre outros atos de vingança contra a população civil tcheca, mandou fuzilar todos os homens da cidade maiores de 15 anos, encaminhou as mulheres para o campo de concentração de Ravensbruck e as crianças para reformatórios. Não contente, mudou o curso do rio e aterrou a cidade, que sumiu do mapa.
Os países aliados então decidiram homenagear as vítimas, dando o nome de Lídice a uma cidade. A brasileira - antiga Santo Antônio do Capivari, a cerca de 40 quilômetros de Angra dos Reis - abriga sinais dessa história, como a estátua de uma Fênix (a mitológica ave que renasce das cinzas) na praça central. No seu Centro Cultural há marionetes tradicionais da República Tcheca, quadros e exposições sobre o país do leste Europeu.
Atualmente tem uma população de 4.928 habitantes (est. 2000), segundo dados da prefeitura de Rio Claro, e vem se desenvolvendo com o passar do tempo principalmente devido a ser uma das paradas para os veranistas que vão do vale do Paraíba Fluminense para as cidades ao litoral sul-fluminense.
Na pequena cidade existe ainda o Colégio Estadual Presidente Benes, que homenageia Edvard Beneš, presidente da Tchecoslováquia que se encontrava exilado em Londres no ano de destruição da cidade.  Daí a importância significativa desta escola para coroar a homenagem feita à cidade aniquilada.
Até o ano de 1996, a cidade era atendida pelo Trem da Mata Atlântica, um trem turístico operado pela antiga RFFSA, que ligava o distrito à cidade de Angra dos Reis, no litoral-sul fluminense e por onde cortava-se um belíssimo trecho da Serra da Bocaina, passando por entre belas cachoeiras e morros, além de proporcionar uma incrível vista do alto da serra para o litoral de Angra. Após a privatização da ferrovia naquele mesmo ano, o trem turístico encerrou suas operações. 
1. ↑  «Trem da Mata Atlântica -- Trens de passageiros do Brasil». www.estacoesferroviarias.com.br. Consultado em 22 de agosto de 2020